# 살루 지보

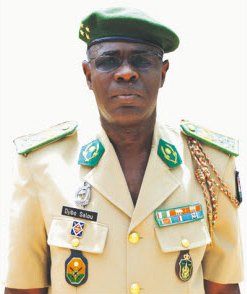

살루 지보(프랑스어: Salou Djibo, 1965년 4월 15일 ~) 은 니제르의 군사 지도자이다. 2010년 2월 18일 쿠데타를 통해 민주회복최고평의회(Supreme Council for the Restoration of Democracy) 의장으로써 니제르의 최고 실권자가 되었다.

## 출생과 가족
지보는 1965년, 나이저강 근처에 있는 시골 마을인 나마로에서 태어났으며, 자르마족으로 5명의 자녀가 있다.

## 군사 경력
지보는 1995년 코트디부아르의 부아케에서 훈련을 하고 그 다음해인 1996년 장교 훈련을 하였다. 1997년 소위로 임명되고, 1998년 중위, 2003년 대위로 진급한 후 2006년 소령이 되었으며, 모로코와 중국에서도 훈련을 하였다. 아가데즈 군사 훈련소 소대지휘관과 니아메 수비대의 사령관직을 맡았으며, 2004년에는 코트디부아르에서, 2006년에는 콩고민주공화국에서 UN 평화유지군으로 일하였다.

## 2010년 2월 쿠데타의 목적
2010년 2월 니제르에서 쿠데타를 일으켰으며, 살루 지보의 군정은 쿠데타의 목표가 니제르를 민주주의 모델 국가로 만들고 좋은 통치를 하는 데 있다고 밝혔다.

## 같이 보기
- 마마두 탄자